# Archipel campanien
Ne doit pas être confondu avec Archipel Campana.
L’archipel campanien (aussi dit « archipel napolitain ») est un archipel formé par un groupe de cinq îles principales et de nombreux îlots situées aux abords du golfe de Naples, en mer Tyrrhénienne.
L’archipel fut rattaché un temps aux  « îles parthénopéennes », locution qui s’appliquait aussi aux îles Pontines de Ponza et de Ventotene (avant la création des provinces de Latina et de Caserte, les communes respectives se rattachaient à la province de Naples). À l’intérieur de l’archipel, il est possible de localiser un groupe plus resserré, dénommé îles Flegree, aux caractéristiques géologiques communes, similaires à celles des champs Phlégréens.
Les îles principales, par ordre de grandeur, sont :
- Ischia, fractionnée en six communes: Ischia, Casamicciola Terme, Lacco Ameno, Forio, Serrara Fontana et Barano d'Ischia ;
- Capri, divisée en deux communes, Capri et Anacapri ;
- Procida, commune homonyme ;
- Vivara, partie de la commune de Procida ;
- Nisida, partie de la commune de Naples.

Les îles mineures :
- Île de la Gaiola ;
- Îlot de Megaride ;
- Îles Galli , partie de la commune de Positano ;
- Îlot de San Martino, partie de la commune de Monte di Procida ;
- Faraglioni di Capri ;

## Référence
- (it) Cet article est partiellement ou en totalité issu de l’article de Wikipédia en italien intitulé « Arcipelago Campano » (voir la liste des auteurs).